# Julija Zaripovová
Julia Michajlovna Zaripovová (rusky Юлия Михайловна Заруднева, * 26. dubna 1986, Volgograd, SSSR) je ruská atletka, běžkyně, jejíž specializací jsou střední tratě, zejména tzv. steeplechase.

## Sportovní kariéra
První mezinárodní úspěch zaznamenala v roce 2008 na mistrovství Evropy v krosu v Bruselu, kde v závodě na 6 km doběhla na třetím místě. O rok později skončila na halovém ME v Turíně v běhu na 3000 metrů na sedmém místě. Na Mistrovství světa v atletice 2009 v Berlíně vybojovala ve steeplu stříbrnou medaili v novém osobním rekordu 9:08,39. Mistryní světa se stala Marta Domínguezová ze Španělska, která byla o více než sekundu rychlejší. Ta však byla po šesti letech diskvalifikována a titul tak zpětně připadl ruské běžkyni.
V roce 2010 se stala v Barceloně mistryní Evropy ve steeplu, když ve finále trať zaběhla v novém rekordu šampionátu 9:17,57.
V témže roce se v Kislovodsku provdala za ruského běžce Ildara Zaripova. V roce 2011 se stala mistryní světa v běhu na 3000 metrů překážek.

## Doping a zbavení medailí
V lednu 2015 ruská antidopingová agentura RUSADA objevila nesrovnalosti v jejím biologickém pasu a potrestala ji spolu se Sergejem Kirďapkinwm, Valerijem Borčinam a dvěma další chodci. Následně odstoupil Valentin Maslakov z funkce šéftrenéra atletické reprezentace.
V roce 2016 byl její trest za doping zpřísněn a běžkyně tak přišla o tituly a medaile ze světového šampionátu 2011 i olympijských her 2012.